# Васюта Михайло Адамович
Михайло Адамович Васюта (нар. 1911, село Уховецьк, тепер Ковельського району Волинської області — 27 травня 1943, село Тупичів Городнянський район Чернігівської області) — український радянський діяч, селянин, голова колгоспу імені Сталіна села Уховецьк Ковельського району Волинської області. Депутат Верховної Ради СРСР 1-го скликання (1940—1943 роки). 

## Біографія
Народився в бідній селянській родині. Батько і брати були активними учасниками комуністичного революційного руху. Працював у сільському господарстві, наймитував у пані Трилевич і пана Барановського.
Член Комуністичної партії Західної України з 1930 року.
За організацію сільськогосподарського страйку у 1932 році заарештований польською владою і засуджений на п'ять років ув'язнення. Після виходу на волю продовжував революційну діяльність. У 1936 році був організатором травневої демонстрації безробітної молоді в Уховецьку.
У 1937 році знову заарештований і засуджений на дев'ять років ув'язнення. Перебував у ковельській, люблінській та равицькій в'язницях. Вийшов на волю у вересні 1939 року, після початку Другої світової війни.
22 жовтня 1939 року обраний депутатом Народних зборів Західної України.
На початку 1940 року був ініціатором створення і організатором першого у Волинській області колгоспу, який і очолив.
У січні 1940—1941 роках — голова колгоспу імені Сталіна села Уховецьк Ковельського району Волинської області.
З червня 1941 року перебував у евакуації в Києві та Харкові. Навчався у артилерійському училищі РСЧА.
У 1942 році був направлений ЦК КП(б)У у радянський партизанський загін на Чернігівщині. Служив командиром 2-го взводу 2-ї роти партизанського загону імені Боженка партизанського з'єднання Попудренка.
Загинув під час нападу радянських партизан на село Тупичів. Там був і похований, а у 1968 році перезахоронений на кладовищі Уховецька Ковельського району Волинської області.
Мати Михайла Васюти, Васюта Парасковія Варфоломіївна, обиралася депутатом Верховної Ради СРСР 2-го скликання (1946—1950 роки).

## Звання
- молодший лейтенант

## Нагороди
- орден Вітчизняної війни І ст. (посмертно)